# Hockey Club Rosey Gstaad
Le HC Rosey Gstaad est un club de hockey sur glace composé de membres de l'Institut Le Rosey qui était basé à Rolle dans le canton de Vaud, en Suisse. Durant ses quelques années passées en championnat de Suisse au début du XXe siècle, il évolue toutefois à Gstaad dès 1916, sur le campus d'hiver de l'institution. Il a notamment remporté trois titres de champion de Suisse.

## Histoire du club
Le club se sépare en deux équipes distinctes, en 1934 : le HC Gstaad Saanenland et HC Le Rosey. L'école conserve l'histoire et l'identité du club. Les deux équipes partagent aujourd'hui une relation étroite, notamment une patinoire pendant le semestre d'hiver de l'Institut Le Rosey. En 1997, Le Rosey apporte une contribution significative à la patinoire de Gstaad. Les deux équipes s'affrontent lors de matchs amicaux pour honorer leur lien historique.
L'équipe aujourd'hui, comme c'est la tradition, est composée d'étudiants et d'enseignants de l'Institut. Cela fait de l'équipe une équipe très internationale, avec des représentants de nombreux pays du monde portant le bleu, le blanc et l'or. Chaque année, c'est un match amical entre le personnel et les élèves actuels qui affrontent les anciens Roséens dans le cadre d'une autre tradition importante qui rappelle aux joueurs actuels l'honneur de porter ces couleurs. Pour les enseignants, il offre la possibilité de concourir, tout en pouvant éduquer leurs élèves en dehors du cadre scolaire, et de modéliser le comportement attendu des Roséens.
En 2021-2022, l'équipe cherche à développer ses jeunes talents contre des équipes locales et historiquement amicales, en veillant à ce que les valeurs de l'équipe perdurent avec chaque nouvelle génération d'étudiants qui passent par l'école.

## Palmarès
- Championnat national
  - Champion (3) : 1921, 1924, 1925
- Championnat international suisse
  - Champion (5) : 1919, 1920, 1921, 1925, 1928